# Челябинское высшее военное авиационное краснознамённое училище штурманов
Челябинское высшее военное авиационное Краснознамённое училище штурманов — военное высшее учебное заведение, находящееся в Челябинске. Единственное учебное заведение России, осуществляющее подготовку военных штурманов-инженеров на 1 факультете для Воздушно-Космических Сил РФ, других министерств и ведомств, а также стран Ближнего и Дальнего зарубежья и офицеров боевого управления на 2 факультете.
Ныне — Филиал Военного учебно-научного центра Военно-воздушных Сил «Военно-воздушной академии имени профессора Н. Е. Жуковского и Ю. А. Гагарина» в г. Челябинске.
Окончившим училище присваивается воинское звание «лейтенант» и квалификация «инженер», выдаётся диплом государственного образца о высшем профессиональном образовании.

## История
Челябинское высшее военное авиационное училище штурманов было создано 1 октября 1936 года на основании Директивы Генерального штаба РККА № 4/3/34338 от 13 февраля 1936 года и получило наименование «15-я военная школа лётчиков-наблюдателей» нормального типа со сроком обучения 3 года и номер воинской части 3858.
Приказом НКО СССР № 067 от 13 мая 1938 года 15-я военная школа лётчиков-наблюдателей была переименована в «Челябинское военное авиационное училище лётчиков-наблюдателей» (ЧВАУЛН).
Первоначально училище располагалось в Красных казармах (впоследствии там размещался ЧВВАКИУ), в 1938 году было передислоцировано в Шагол, в то время находившийся за пределами городской застройки.
Первый массовый выпуск лётчиков-наблюдателей из училища состоялся в 30 сентября 1939 года, было выпущено 217 человек, большинство из которых были направлены в Ленинградский и Дальневосточный военные округа. До этого в ноябре 1938 года был произведен ускоренный выпуск 9-го классного отделения в количестве 32 человека, часть из которых была оставлена в училище на преподавательских должностях, часть направлена для дальнейшего обучения в Военно-воздушную академию РККА имени профессора Н. Е. Жуковского.
1 января 1941 года на основании Директивы Генерального штаба от 16 января 1940 года ЧВАУЛН было переименовано в «Челябинскую военную авиационную школу стрелков-бомбардиров» (ЧВАШ СБ).
15 мая 1941 года со школой была объединена Краснодарская школа стрелков-бомбардиров, 15 сентября того же года — Павлоградская авиашкола стрелков-бомбардиров.
Осенью 1941 г., на базе школы были сформированы 685, 686-й ночные бомбардировочные авиационные полки и 688-й ночной лёгкобомбардировочный авиационный полк укомплектованные самолетами Р-5, а также одна тяжелая бомбардировочная авиационная эскадрилья из трех самолетов ТБ-3. В 1942 году на базе училища были сформированы еще два ночных бомбардировочных полка, 373 и 990, укомплектованных самолетами Р-5 и У-2.
В годы Великой Отечественной войны училище подготовило 25 выпусков штурманов, 18 выпусков стрелков-радистов, подготовив около 12 тысяч авиационных специалистов, сформировало и отправило на фронт 5 авиационных полков и 1 авиационную эскадрилью. 26 выпускников училища были удостоены звания Героя Советского Союза. 15 лётчиков из состава 5-ти авиаполков, сформированных в первые годы войны на базе училища, также были удостоены звания героев Советского Союза, более 2-х тысяч выпускников награждены боевыми орденами и медалями. В июне 1945 года после окончания войны училище перешло на новые сроки обучения.
В ноябре 1947 года училище было переименовано в «Челябинское военное авиационное училище штурманов и специалистов связи дальней авиации».
В 1954 года училище получило новое наименование «Челябинское военное авиационное Краснознамённое училище штурманов» (ЧВАКУШ).
Постановлением ЦК КПСС и Совета министров СССР от 15 мая 1959 года Челябинское авиационное училище было преобразовано в высшее военно-авиационное училище (ЧВВАКУШ) с 4-х годичным сроком обучения и стало готовить штурманов-инженеров.
За время своего существования ВУЗ подготовил более 41 тысячи высококвалифицированных штурманов, стрелков-радистов, младших авиационных специалистов.
Начиная с 1963 года, более 90 выпускников окончили ВУЗ с золотой медалью, 475 — получили диплом с отличием. Воспитано 56 мастеров и 18 кандидатов в мастера спорта по различным видам спорта. 186 военнослужащих училища участвовали в боевых действиях в «горячих точках».
Носило имя 50-летия ВЛКСМ.
С 1993 года училище перешло на новую программу, предусматривающую пятилетнее обучение курсантов.
С 15 января 1966 года на базе ВУЗа действовала Школа Юных Космонавтов им. Г. Титова (с 2011 года школа закрыта, ныне не действует), с 23 октября 1996 года — кадетская школа-интернат с первоначальной лётной подготовкой.
В июне 2002 года вуз был переименован в Челябинский Краснознаменный военный авиационный институт штурманов (ЧКВАИШ).
Основным аэродромом для учебно-тренировочных полётов курсантов училища является аэродром Шагол в Челябинске (созданный в 1938 году). За период со времени образования до конца 1990-х годов использовались также аэродромы Першино, Баландино, Логовушка, Кустанай, Шадринск, Каменск-Уральский, Упрун.

## Современное состояние

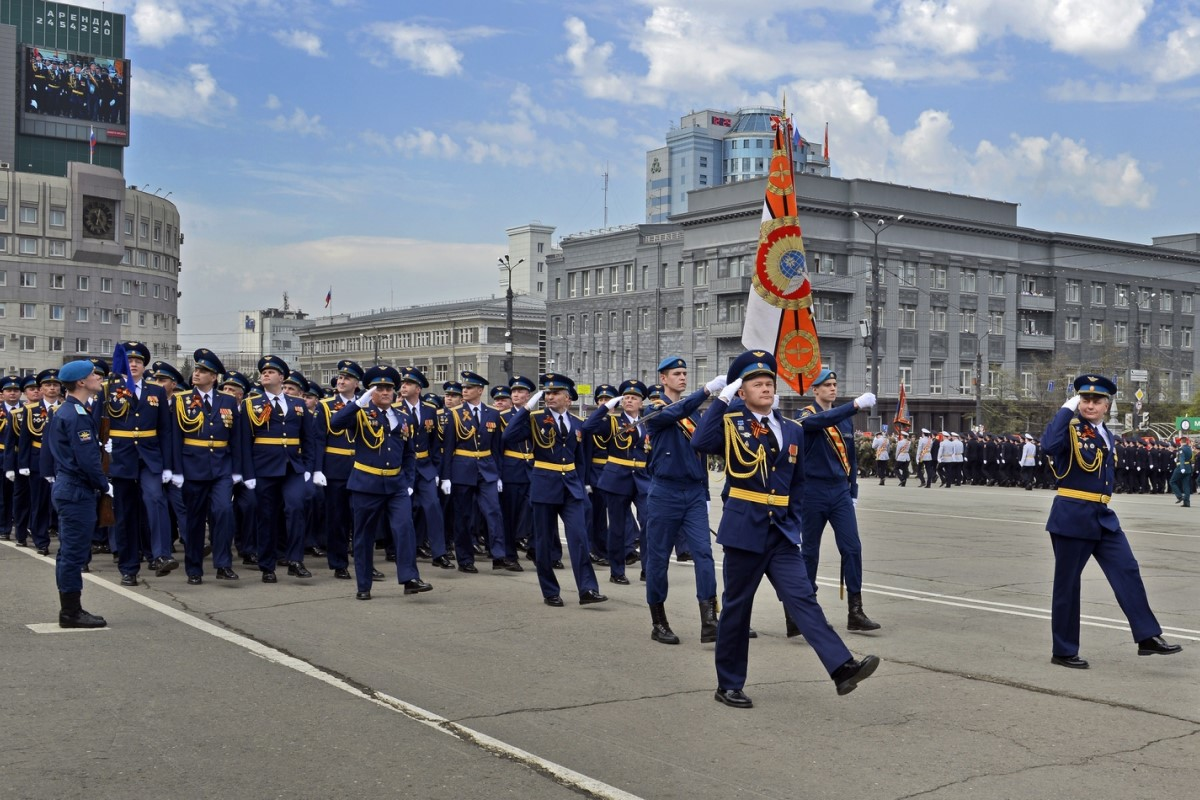
Парадная коробка ЧВВАКУШ с боевым знаменем на параде Победы на площади Революции в Челябинске в 2019 году

В ходе военных реформ начатых в 2008 году, вуз претерпел ряд изменений и, остался единственным высшим военным учебным заведением в Челябинске из 3 существовавших ранее в городе.
Распоряжением Правительства РФ от 2008 г. N 1951-р училище было присоединено в качестве обособленного структурного подразделения к Военно-воздушной академии имени профессора Н. Е. Жуковского и Ю. А. Гагарина и позднее было объявлено филиалом "Военного учебно-научного центра Военно-воздушных сил «Военно-воздушная академия имени профессора Н. Е. Жуковского и Ю. А. Гагарина» (ВУНЦ ВВС «ВВА») (г. Москва, пос. Монино, Щелковский район Московской области).
Приказом Минобороны РФ от 12 июля 2011 г. N 1136 филиалы ВУНЦ ВВС «ВВА» в городах Ейск (Краснодарский край), Санкт-Петербург и Челябинск ликвидированы.
19 октября 2011 года Челябинское высшее военное Краснознаменное училище штурманов было расформировано, а его образовательные мощности и курсанты переведены в состав Краснодарского военного авиационного института имени Серова.
Одновременно, в 2010 году в Шагол были передислоцированы 3 эскадрильи Су-24М и Су-24МР из аэродрома Джида с созданием авиабазы на аэродроме Шагол. Регулярные полёты которых над городом, разросшегося к тому времени до аэродрома и поглотившего посёлок, вызвали недовольство жителей из-за шума и прохождения траектории взлёта и посадки над жилыми массивами, вплоть до принятия в 2012 году судебного решений о запрете и ограничений учебных полётов. Недовольство было заявлено и населением Сафакулевского района Курганской области, где располагается полигон для отработки учебных бомбометаний.

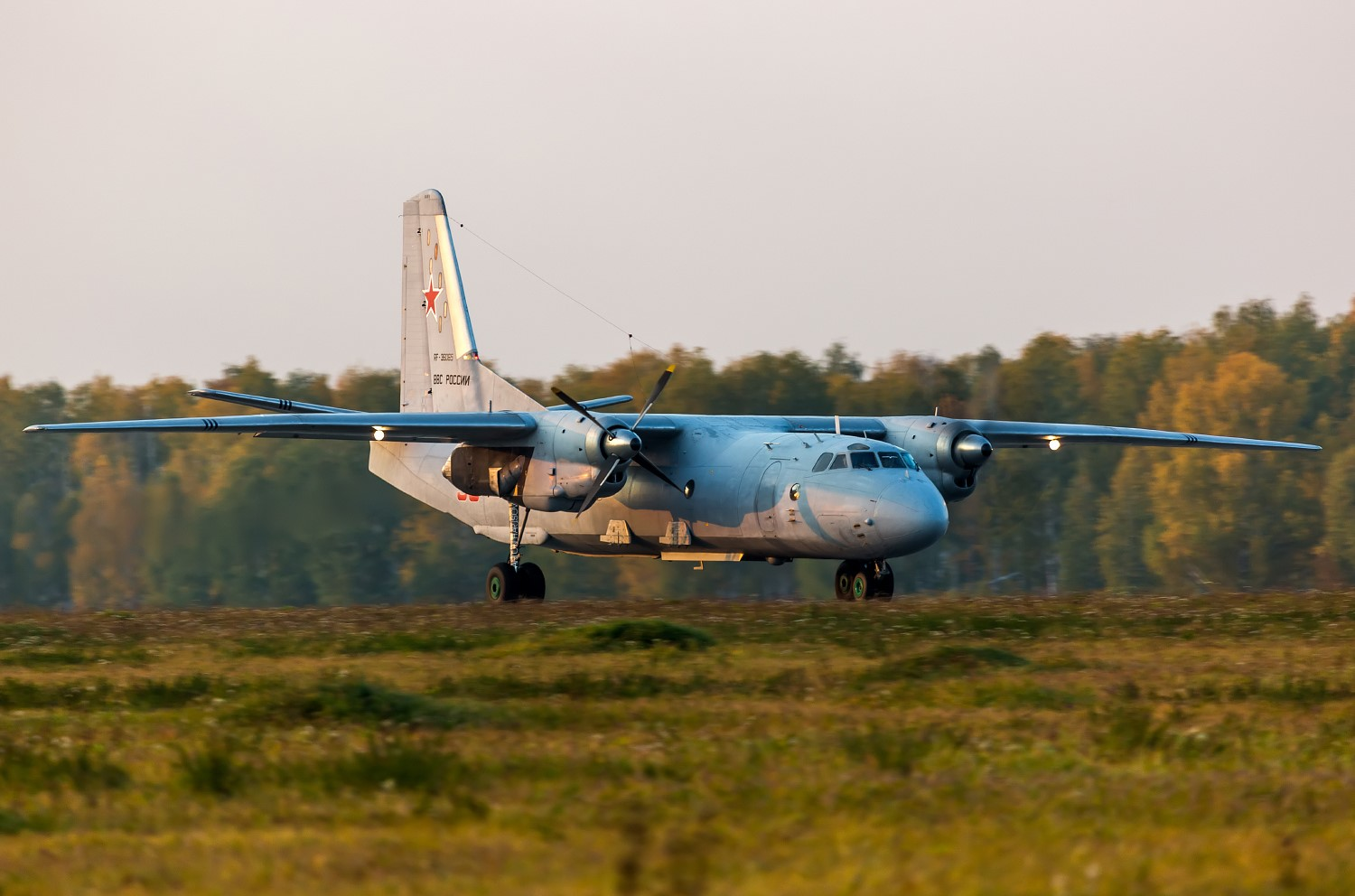
Ан-26Ш

Впервые в 2012 году не состоялся набор курсантов. Подготовка курсантов вторых и третьих курсов велась в Борисоглебске. Старшекурсники учились в Челябинске: на четвертом курсе они проходили специализацию, на пятом — летную подготовку на авиационной базе Шагол.
В 2013 году планировалось восстановить ЧВВАКУШ как самостоятельный вуз, набрать на первый курс 492 человека, в том числе 292 человека по специальности «штурман» и 200 человек по специальности «офицер боевого управления». В сентябре 2013 года был возобновлён приём курсантов, при этом открыто новое направление обучения «штурман-оператор беспилотных летательных аппаратов», выпуск же отучившихся состоялся 26 октября.
В 2013 году училище было включено в состав Военно-воздушной академии им. Н. Е. Жуковского и Ю. А. Гагарина в качестве филиала. С 2016 года ведется набор около 500 курсантов по специальностям обучения: летная эксплуатация и применение авиационных комплексов (штурман), эксплуатация воздушных судов и организация воздушного движения (офицер боевого управления).
Материально-техническая база
В начальный период для отработки практических навыков применялись ДБ-3 в созданной в 1944 учебной авиационной базе. В учебных полках училища в 1950 годы использовались Ил-28. В современности используются Ту-134Ш, Ту-134УБЛ, Ан-26, Ан-26Ш, Су-24М, Су-34, Ми-8, Ми-8МТ, а также аэродромное оборудование и техника. Кроме того, в долётной учебной подготовке используются авиатренажёры и симуляторы Су-34, Су-30СМ, МиГ-31БМ, Ил-76МД, Ми-28Н.

## Награды
5 ноября 1944 года Указом Президиума Верховного Совета СССР «За образцовое выполнение заданий командования по подготовке лётных кадров для действующих частей авиации дальнего действия награждается орденом Красного Знамени Челябинское военное авиационное училище штурманов и стрелков-радистов АДД».
30 октября 1967 года постановлением ЦК КПСС, Президиума Верховного Совета СССР, Совета Министров СССР «За заслуги в деле защиты советской Родины и достигнутые высокие результаты в боевой и политической подготовке и в честь 50-летия Великой Октябрьской социалистической революции награждается Челябинское высшее военное авиационное Краснознамённое училище штурманов Памятным Знаменем ЦК КПСС, Президиума Верховного Совета СССР, Совета Министров СССР и оставить его на вечное хранение как символ воинской доблести».
17 октября 1968 года Приказом Министра Обороны СССР № 254 «В ознаменование 50-летия Всесоюзного Ленинского Коммунистического Союза Молодёжи, и учитывая многолетнее шефство Ленинского комсомола над Вооружёнными Силами, за высокие показатели в социалистическом соревновании в честь юбилея комсомола присвоено имя 50-летия ВЛКСМ Челябинскому высшему военному авиационному Краснознамённому училищу штурманов».
13 декабря 1972 года Постановлением ЦК КПСС, Президиума Верховного Совета СССР № 845-285 «За высокие показатели в боевой и политической подготовке, достигнутые в социалистическом соревновании, и в ознаменовании 50-летия образования Союза Советских Социалистических Республик награждается Челябинское высшее военное авиационное Краснознамённое училище штурманов имени 50-летия ВЛКСМ юбилейным Почётным Знаком».
28 сентября 1986 года Указом Президиума Верховного Совета РСФСР «За большой вклад в подготовку офицерских кадров для Вооружённых Сил СССР Челябинское высшее военное авиационное Краснознамённое училище штурманов имени 50-летия ВЛКСМ награждается Почётной Грамотой Верховного Совета РСФСР».

## Начальники
- 1936—1937 — полковник Лепин Эдуард Юрьевич
- 1938—1941 — комбриг (с 1940 г - генерал-майор авиации) Емельянов Фёдор Емельянович
- 1941—1954 — генерал-лейтенант авиации Белов Василий Павлович
- 1954—1960 — генерал-майор авиации Бабенко Андрей Дементьевич
- 1960—1968 — генерал-майор авиации Бельцов Георгий Степанович
- 1968—1974 — генерал-майор авиации Демченко Андрей Кириллович
- 1974—1978 — генерал-майор авиации Жигунов Владимир Корнилович
- 1978—1980 — генерал-майор авиации Андреев Константин Анатольевич
- 1980—1982 — генерал-майор авиации Шабанов Виктор Иванович
- 1982—1986 — генерал-майор авиации Рассоха Борис Николаевич
- 1986—1998 — генерал-майор авиации Вишняков Игорь Иванович
- 1998—2009 — генерал-майор Хоронько Сергей Николаевич
- 2009—2011 — полковник Логунов Олег Викторович
- 2013—н. в. — генерал-майор Шведов Игорь Валерьевич

## Знаменитые выпускники
См. также Выпускники Челябинского военного авиационного института штурманов
По состоянию на 2019 год подготовлено около 40 000 специалистов военной авиации. Среди выпускников ввуза немало награждённых разными наградами, в том числе 28 Героев Советского Союза и 6 Героев Российской Федерации (по состоянию на май 2020 г.):
| - Аргунов Николай Филиппович - Верняев Анатолий Яковлевич - Волков Дмитрий Петрович - Гашков Алексей Вениаминович - Глушков Николай Николаевич - Гунбин Николай Александрович - Евдокимов Григорий Петрович - Жмаев Николай Романович - Иванов Александр Степанович - Ижутов Николай Степанович - Крупин Андрей Петрович - Кудрявцев Сергей Сергеевич | - Лакатош Владимир Павлович - Лядов Григорий Григорьевич - Марьин Иван Ильич - Опрокиднев Борис Константинович - Паничкин Михаил Степанович - Паничкин Николай Степанович - Пахотищев Николай Дмитриевич - Петров Александр Федорович - Тюрин Леонид Федорович - Туйгунов Леонид Наумович - Фролов Александр Филиппович - Яловой Федор Степанович | - Яновский Иван Иванович - Ящук Ростислав Давыдович - Клещ Иван Никифорович - Бурков Валерий Анатольевич - Балашов Владимир Михайлович, Герой РФ - Ржавитин Игорь Викторович, Герой РФ - Богодухов Владимир Иванович, Герой РФ - Шендрик Владимир Георгиевич, Герой РФ - Шпитонков Николай Николаевич, Герой РФ - Романов Виктор Михайлович, Герой РФ |

- Боровиков, Алексей Юрьевич, Герой РФ

Герои Социалистического Труда
- Михайлов Дмитрий Иванович (1966)